# Kazuo Noda
Kazuo Noda (Japans: 雄 野田, Noda Kazuo) (Hamamatsu, 30 juni 1908) is een voormalig Japans zwemmer.
Kazuo Noda nam tweemaal deel aan de Olympische Spelen; in 1924 en 1928. In 1924 werd hij vierde op het onderdeel 4x200 meter vrije slag en nam hij zonder succes deel aan de 400 en 1500 meter vrije slag. In 1928 nam hij deel aan het onderdeel 4x200 meter vrije slag. Hij maakte deel uit van het team dat het zilver wist te veroveren. Hij zwom echter in de halve finale, en het zilver werd slechts uitgereikt aan zijn teamgenoten die in de finale zwommen.
Torahiko Miyahata · 
Kazuo Noda · 
Kazuo Onoda · 
Katsuo Takaishi
Nobuo Arai · 
Tokuhei Sada · 
Katsuo Takaishi · 
Hiroshi Yoneyama